# Александар Лутовац
Александар Лутовац (Београд, 28. јуна 1997) српски је фудбалер. Тренутно наступа за ИМТ.

## Репрезентација

### Млађе селекције
Лутовац је био члан млађе кадетске репрезентације Србије код тренера Дејана Говедарице, док за кадетску селекцију касније није наступао. Почетком јесени 2014, Лутовац је добио позив селектора репрезентације у узрасту до 18 година, Бранислава Николића, за провере против одговарајуће екипе Румуније. На другој од њих, Лутовац је постигао хет трик у победи свог тима резултатом 4:1. Лутовац је, потом, био стрелац још два поготка за Србију у победи над Пољском, почетком марта наредне године, На међународном турниру у Португалији, којим је млађа омладинска селекција окончала сезону, Лутовац је био стрелац јединог поготка за своју екипу у ремију са Норвешком, 5. јуна 2015. године. Током исте сезоне, селектор омладинске репрезентације, Иван Томић уврстио је у састав репрезентације тог узраста и Александра Лутовца, који је наступио на сусретима са екипама Сан Марина и Јерменије, у октобру 2014. Почетком септембра 2015. године, Лутовац је поново позван у састав омладинске репрезентације, за учешће на меморијалном турниру „Стеван Ћеле Вилотић”. Једини погодак за екипу у узрасту до 19 година постигао је на пријатељском сусрету против Бугарске, 24. фебруара 2016.

### Млада
У новембру 2016, Лутовац се нашао на списку селектора младе репрезентације, Томислава Сивића за утакмице баража, против одговарајуће екипе Норвешке. Лутовац на тим утакмицама није наступао. Тренер Илија Петковић позвао је Лутовца у селекцију до 20 година у марту 2017, а за ту екипу био је стрелац на утакмици против Украјине. Лутовац је за репрезентацију до 20 година одиграо још две утакмице у јуну исте године, под вођством Милана Обрадовића. Лутовац је за младу репрезентацију Србије дебитовао 2017. године, у квалификационом циклусу за Европско првенство, те је тако био стрелац на три узастопне такмичарске утакмице, против Аустрије, Јерменије и Гибралтара. У међувремену је наступио и на пријатељској утакмици против екипе Катара, одиграној у Дохи 17. децембра 2017. године. До краја квалификационог циклуса, Лутовац је био стрелац још на утакмици против селекције Русије на стадиону Нижњем Новгороду, за победу над домаћом екипом, резултатом 2:1. Коначно, Лутовац се нашао у стартној постави и на последњој утакмици у квалификацијама, против Аустрије, завршеној без погодака, након чега је Србија остварила пласман на завршни турнир. У јуну 2019, Горан Ђоровић је уврстио Лутовца на коначни списак играча за Европско првенство у Италији и Сан Марину. На том такмичењу уписао је један наступ, у другом колу групе Б, ушавши у игру уместо Немање Радоњића у 84. минуту сусрета са Немачком. Србија је првенство завршила на последњем месту, без освојених бодова.

## Статистика

### Клупска
Ажурирано 16. новембра 2022.
|          |          |                  |     |    |    |   |    |   |   |   |     |    |  |  |
| Рад      | 2014/15. | Суперлига Србије | 0   | 0  | 0  | 0 | —  | — | — | — | 0   | 0  |  |  |
| Рад      | 2015/16. | Суперлига Србије | 23  | 6  | 1  | 0 | —  | — | — | — | 24  | 6  |  |  |
| Рад      | 2016/17. | Суперлига Србије | 31  | 4  | 1  | 0 | —  | — | — | — | 32  | 4  |  |  |
| Рад      | 2017/18. | Суперлига Србије | 34  | 11 | 0  | 0 | —  | — | — | — | 34  | 11 |  |  |
| Рад      | 2018/19. | Суперлига Србије | 18  | 1  | 0  | 0 | —  | — | — | — | 18  | 1  |  |  |
| Рад      | Укупно   | Укупно           | 106 | 22 | 2  | 0 | —  | — | — | — | 108 | 22 |  |  |
|          |          |                  |     |    |    |   |    |   |   |   |     |    |  |  |
| Партизан | 2019/20. | Суперлига Србије | 8   | 0  | 1  | 1 | 3  | 0 | — | — | 12  | 1  |  |  |
| Партизан | 2020/21. | Суперлига Србије | 18  | 0  | 3  | 0 | 1  | 0 | — | — | 22  | 0  |  |  |
| Партизан | 2021/22. | Суперлига Србије | 24  | 1  | 5  | 0 | 9  | 0 | — | — | 38  | 1  |  |  |
| Партизан | 2022/23. | Суперлига Србије | 10  | 1  | 1  | 0 | 6  | 0 | — | — | 17  | 1  |  |  |
| Партизан | Укупно   | Укупно           | 60  | 2  | 10 | 1 | 19 | 0 | — | — | 89  | 3  |  |  |
|          |          |                  |     |    |    |   |    |   |   |   |     |    |  |  |
| Каријера | Каријера | Каријера         | 166 | 24 | 12 | 1 | 19 | 0 | — | — | 197 | 25 |  |  |